# Colorless green ideas sleep furiously

Representação aproximada em X-linha de "Colorless green ideas sleep furiously." Ver regras de estrutura frasal.

"Colorless green ideas sleep furiously" (literalmente, "Ideias verdes incolores dormem furiosamente") é uma frase composta pelo linguista americano Noam Chomsky no seu livro Estruturas Sintáticas (1957) que serve de exemplo de uma frase que está gramaticalmente correcta mas sem sentido semântico. Este conceito foi originalmente desenvolvido em 1955 na sua tese "Estruturas Lógicas da Teoria Linguística" e mais tarde em 1956 com o seu trabalho intitulado "Três Modelos para a Descrição da Língua". Apesar de a frase estar correcta gramaticalmente, não existe nenhum significado compreensível que esteja por detrás, demonstrando-se assim a distinção entre a sintaxe e a semântica. Por ser um erro categorial, esta frase foi utilizada para mostrar que os então populares modelos probabilísticos de gramática eram inadequados, bem como para defender a necessidade de modelos mais estruturados.[carece de fontes?]